# Ян Кердей
Ян (Іван) Кердей (1490 — після 1557) — український шляхтич на службі в султана Сулеймана І, кількаразовий посол від Порти до короля Сиґізмунда І Старого.

## Біографія
Був сином теребовлянського та красноставського старости Зиґмунта (Сиґізмунда) Кердея і його другої дружини Дороти. 1498 року під час нападу татар на родинний Поморянський замок батько загинув; Ян (тоді малолітній хлопець) попав до татар у полон, пізніше був відданий до школи (корпусу «аджемі оґванвар (оґланлар)», в якій дітей християн виховували на майбутніх яничарів. Доля Яна Кердея до 1530 р. невідома. Здібностями привернув увагу Ібраґіма-паші — великого візира у 1523—1536 роках.
В історичних джерелах його ім'я з'являється в 1530 р. Близько 10 травня 1531 він приїжджав у товаристві Станіслава Ласького, маючи при собі листи його брата Героніма Ласького, з листом султана Сулеймана І (від 18-27 лютого 1531 року) до Кракова; посольство збіглось в часі з перебуванням королівського посла Яна Осєцького в Стамбулі. Також був послом від візира до великого коронного канцлера Кшиштофа Шидловецького. До Кракова на побачення повинна була приїжджати тоді його мати.
Вдруге прибув з листом від великого візира Ібраґіма-паші (схоже, таємно від султана; для вирішення суперечок між Короною та молдавським господарем Петрилом (Петру Рарешем) разом з кіньми в дарунок королеві в переддень свята 3-х королів 1532 року. Відповідь короля великому візиру від 2 лютого 1532 року була вислана, схоже, через іншого посла. 1532 року мав 3-тю дипмісію в Кракові. 4-та дипмісія була 1535 року, був у Кракові 29 днів, для залагодження справи змушений був їхати за королем до Вільнюса. У 1535, 1538 (липень), 1539, 1541 роках приїжджав для вирішення справ турецьких купців. Остання дипмісія до Кракова була наприкінці січня 1543 року (крім справ купецьких, виконував завдання Сулеймана та Роксоляни, які не хотіли майбутнього одруження спадкоємця короля — Сиґізмунда II Авґуста з Елізабет Австрійською; план не вдався). Виграв процес у спадкоємців Героніма Ласького про повернення позичених йому 1541 року грошей (перебував у в'язниці Стамбулу як посол короля Фердинанда).
Подав прохання до короля про повернення належних йому по батькові родових Поморян, які тоді належали Сененським (родичам матері). Король сприяв поверненню маєтку, але даремно. Всього був 8 раз послом від Порти до Польщі. Вважається одним з тих, хто сприяв досить тривалому миру між Короною та Портою.